# دانشگاه اکلاهمای مرکزی

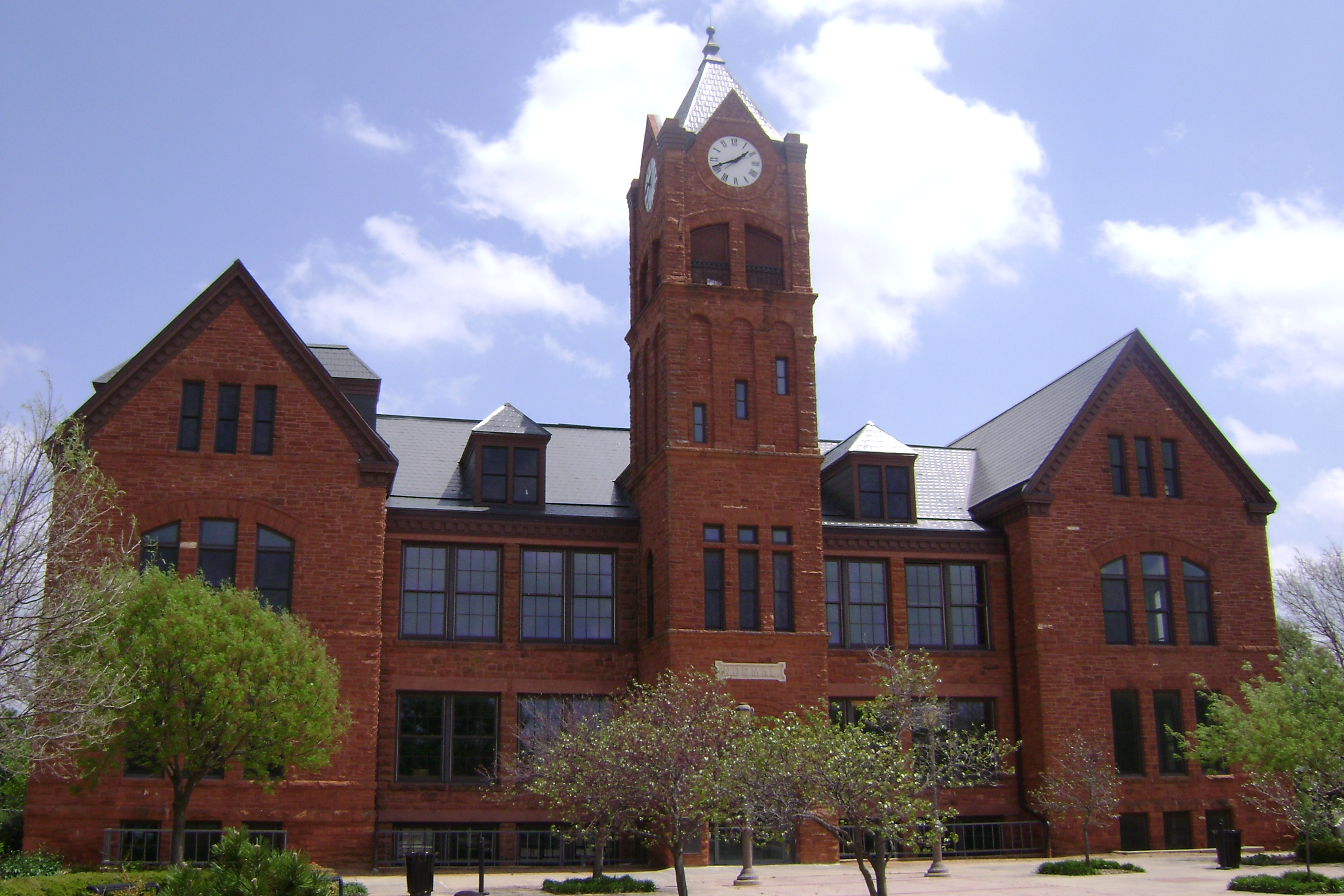
ساختمان تاریخی دانشگاه اکلاهمای مرکزی

دانشگاه اکلاهمای مرکزی (به انگلیسی: University of Central Oklahoma) (به‌اختصار: UCO) یک دانشگاه دولتی تخصصی در شهر ادمند، اکلاهما، در ایالات متحده آمریکا است. دانشگاه اکلاهمای مرکزی یک واحد دانشگاه سراسری دولتی بشمار می‌آید که در سال ۱۸۹۰ تأسیس شده‌است و هم‌اکنون بیش از ۱۷ هزار دانشجو در آن بتحصیل مشغولند. هم‌اکنون دون بتس ریاست این دانشگاه را برعهده دارد.
از دانش‌آموختگان این دانشگاه می‌توان به وینتون مارسالیس، رندال ال. استفنسون، بیگ شو، جرج وینستون، لورن نلسون، لیون راسل، چیک کوریا، جیم بیور و مری فالین اشاره کرد. از دانش‌آموختگان ایرانی دانشگاه اکلاهمای مرکزی نیز می‌توان به بیژن عالی‌پور و محمدجواد عاصمی‌پور، حسین کاظم‌پور اردبیلی، محمد رواقی، مجید هدایت‌زاده و حسین نقره‌کار شیرازی اشاره نمود.